# نشان شیر فنلاند
نشان شیر فنلاند (فنلاندی: Suomen Leijonan ritarikunta؛ سوئدی: Finlands Lejons orden) همراه با نشان صلیب آزادی و نشان رز سفید فنلاند سه نشان رسمی افتخار در فنلاند است. این نشان در ۱۱ سپتامبر ۱۹۴۲ پایه‌گذاری شده‌است.
رئیس‌جمهور فنلاند با موقعیت فرمانده کل قوا دارای هر سه نشان است. برای هر فرد حائز شرایط یک کمیته مشترک دائمی وجود دارد که صلاحیت نامزدها برای دریافت نشان صلیب آزادی را بررسی می‌کنند.

## درجه‌ها
نشان شیر فنلاند در هفت درجه رده‌بندی شدند:

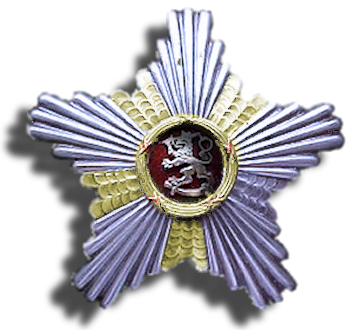
 نشان شیر فنلاند فرمانده بزرگ
 نشان شیر فنلاند درجه یک
 نشان شیر فنلاند فرمانده
 نشان شیر فنلاند (اعطا شده به هنرمندان و نویسندگان)
 نشان شیر فنلاند شوالیه درجه یک
 نشان شیر فنلاند شوالیه
 نشان شیر فنلاند شایستگی